# صدا و سیمای خراسان رضوی
صدا و سیمای خراسان رضوی یکی از مراکز صدا و سیمای جمهوری اسلامی ایران است که در شهر مشهد فعالیت می‌کند.

## رادیو مشهد
استان خراسان تا سال ۱۳۲۷ رادیو محلی نداشت. اغلب مردم از رادیو تهران یا ایران که به سختی شنیده می‌شد، استفاده می‌کردند. در سال ۱۳۲۷ لشکر ۱۲ خراسان با استفاده از فرستنده‌ای که در اختیار داشت، شروع به پخش برنامه‌ای رادیویی با نام رادیو لشکر در شب‌های یکشنبه نمود. این برنامه که به صورت زنده پخش می‌شد، حتی در خود شهر مشهد هم به سختی و همراه با پارازیت شنیده می‌شد.
سال بعد این فرستنده به ادارهٔ انتشارات و تبلیغات واگذار شد. این اداره توسط استاندار وقت تأسیس شده بود و مسئولیت هدایت آن بر عهدهٔ عبدالحسین آموزگار، سردبیر روزنامه آفتاب شرق، بود.
سرانجام رادیو مشهد در ۱۲ دی ۱۳۲۸، رسماً آغاز به کار کرد. اولین استودیوی پخش این رادیو، اتاقی در باشگاه افسران بود. اولین موج‌های حامل صدا رأس ساعت ۱۶ از طریق فرستندهٔ لشکر که پرقدرت‌ترین فرستندهٔ موجود در خراسان بود در فضای شهر مشهد پراکنده شد. پس از مدتی فعالیت‌های این رادیو متوقف شد ولی در سال ۱۳۳۲ دوباره از سر گرفته شد.
در ابتدا رادیو مشهد از ساعت ۱۶ تا ۱۸ روزانه ۲ ساعت برنامه پخش می‌کرد. اخبار، گفتار مذهبی، گفتار اجتماعی و موسیقی تنها برنامه‌هایی بودند که از رادیو مشهد پخش می‌شدند. اخبار این رادیو همان اخبار ظهر رادیو تهران بود که پس از بازنویسی این رادیو پراکنده می‌شد.
امکانات فنی رادیو مشهد به یک تقویت‌کننده ۷۵ واتی، یک میکروفون و دو دستگاه گرامافون محدود می‌شد.
۲ اردیبهشت ۱۳۷۵ «شبکهٔ استانی صدای خراسان» راه‌اندازی شد. این شبکه تا پیش از تقسیم استان خراسان به سه استان مجزا، بیش از ۹۲ درصد جمعیت استان خراسان را تحت پوشش قرار می‌داد و در حوزهٔ برون‌مرزی با سه رادیوی دری، ازبکی و تاجیکی به تولید و پخش برنامه برای مخاطبان خارج از کشور مشغول بود.
فرکانس‌های رادیو:
- موج اف. ام ردیف ۹۴ مگاهرتز در مشهد
- موج ای. ام ردیف ۶۸۴ کیلوهرتز در سطح استان
- همچنین به صورت رادیو نما (رادیو تصویری) از طریق سیستم دیجیتال در سطح استان

## تولیدات برتر صدا و سیمای مرکز خراسان
سیما
- هویت به کارگردانی محمد دستمالچیان و فیلمبرداری امیرحسین صفرلی[۴]
- برنامه تلویزیونی عیار (برنامه ای با محور صنعت، معدن و کشاورزی) (کارفرمایان:علی بنی اسدی، عباس مافی)
- سپید
- برج میل و مناره
- حماسهٔ یک دلاور
- بره باران
- زنبورک
- تابستونه
- دو روز بی‌مانند
- آب و آئینه
- تلاش سبز و گنج‌آبادی
- مشکوه
- خداحافظ اسکار
- یک اتفاق نه چندان ساده
- پلک
- خارج از وقت اداری
- ره‌آورد پنج
- زلزلهٔ خاموش

صدا
- صدای معاصر
- نمایش باران
- نمایش یادگار دوران
- کهرب

موسیقی
- سمفونی آئینی خراسان
- صیاد آهو
- والاترین پیامبر (ص)
- بازار شکسته

## آثار برگزیده در جشنواره
سیما
- خارج از وقت اداری
- میل و مناره
- ره‌آورد پنج
- دو روز بی مانند
- خداحافظ اسکار
- یک اتفاق نه چندان ساده
- سپید

صدا
- نمایش یادگار دوران
- کهرب

موسیقی
- سمفونی آئینی خراسان
- سمفونی خراسان
- والاترین پیامبر (ص)